# Naturwaldreservat Gscheibte Loh
Das Naturwaldreservat Gscheibte Loh ist ein Naturschutzgebiet im Manteler Forst (gemeindefreies Gebiet) im Oberpfälzer Landkreis Neustadt an der Waldnaab in Bayern.
Das Naturschutzgebiet befindet sich etwa 7,3 Kilometer südöstlich von Grafenwöhr. Es ist Bestandteil des Naturpark Nördlicher Oberpfälzer Wald, des Landschaftsschutzgebietes LSG Oberpfälzer Hügelland im westlichen Landkreis Neustadt a.d.Waldnaab , des Fauna-Flora-Habitat-Gebiets Lohen im Manteler Forst mit Schießlweiher und Straßweiherkette, des EU-Vogelschutzgebietes-Gebiets Manteler Forst und des Naturwaldreservates Gscheibte Loh.
Das etwa 109 ha große Areal sind feuchte Niederungen, in denen sich Torflager befinden. Der Begriff Lohen beschreibt lokal derartige Landschaften. Im Schutzgebiet wurde nach vorheriger Entwässerung zwischen 1947 und 1953 Torf abgebaut. Ende der 1980er Jahre wurden die Entwässerungsgräben geschlossen, die natürliche, wasserabflusslose Beckensituation wiederhergestellt und damit das Neuwachstum des Moores initiiert. Es gilt hier ein ehemaliges Hochmoor und Entwicklungsstadien der Verlandung und der Moorbildung zu schützen.
Das Naturschutzgebiet wurde am 14. Februar 1981 ausgewiesen.